# Islas Malvinas (territorio británico de ultramar)
El territorio británico de ultramar de las Islas Malvinas (en inglés: British Overseas Territory of the Falkland Islands) es un territorio dependiente y no autónomo, bajo administración del Reino Unido, que abarca la totalidad del archipiélago de las Malvinas, situado en el océano Atlántico sudoccidental, en el extremo sudeste de América del Sur. La capital es denominada en inglés Stanley, pero en español se la refiere también como Puerto Argentino o Puerto Stanley.
El gobierno del territorio es formalmente la responsabilidad del Gobernador de las Islas Malvinas, representante local de la Corona británica. Sin embargo, excepto en cuestiones de defensa y relaciones exteriores, el poder ejecutivo en las islas se ejerce por la Asamblea Legislativa de las Islas Malvinas y el Consejo Ejecutivo de las Islas Malvinas. Elecciones a la Asamblea Legislativa se efectúan cada cuatro años, y después de estas los integrantes votantes del Consejo Ejecutivo son elegidos por la Asamblea.
Es uno de los 17 territorios en la lista de las Naciones Unidas de territorios no autónomos bajo supervisión del Comité de Descolonización de las Naciones Unidas, con el fin de examinar la situación con respecto a la aplicación de la Declaración sobre la concesión de la independencia a los países y pueblos coloniales, por lo que la situación del archipiélago es examinada anualmente por el Comité de Descolonización desde 1965. Jurídicamente, la Organización de las Naciones Unidas lo considera un territorio de soberanía aún pendiente de definición, entre el Reino Unido, que lo administra, y Argentina, que reclama su devolución.

## Toponimia
El nombre en español para el archipiélago, «islas Malvinas», proviene de Îles Malouines, que es su nombre en francés. Las islas fueron colonizadas en 1764 por navegantes y comerciantes franceses de Saint Malo, de donde se deriva Malouines, en recuerdo a dicha ciudad.
El nombre en inglés para las islas Malvinas es Falkland Islands, que se deriva de Falkland Sound, el nombre en inglés que se le dio al canal que separa las dos islas principales, el estrecho de San Carlos. Este, a su vez, fue llamado así en 1690 por John Strong, en honor a Anthony Cary, quinto vizconde de Falkland.

## Historia

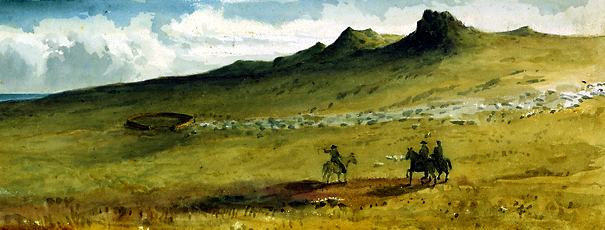
Malvinas en 1849, según una pintura de monte William.

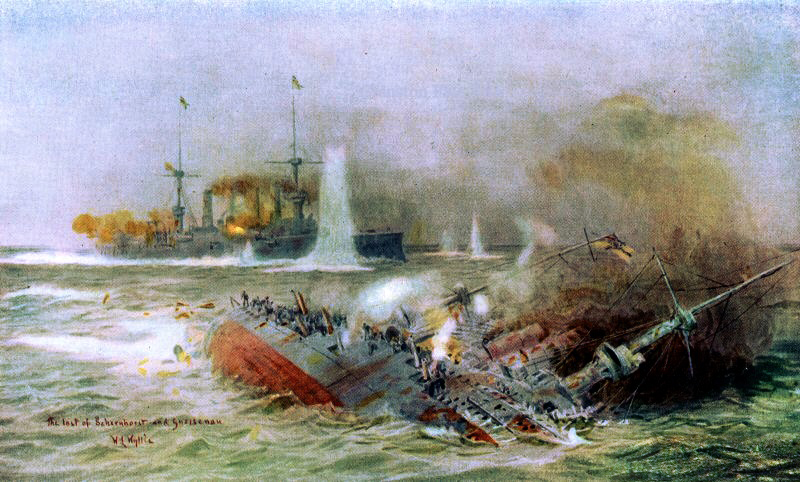
Pintura de William Lionel Wyllie recreando la batalla de las Malvinas en la Primera Guerra Mundial.

### Ocupación argentina y británica
Luego de que Argentina comenzara la lucha por la independencia de España, las posesiones del antiguo Virreinato del Río de la Plata pasaron a su soberanía. En 1820, el gobierno de las Provincias Unidas del Río de la Plata toma posesión formal de las islas. En 1829 Luis Vernet es designado como Comandante Político y Militar del archipiélago. 
Tras un incidente provocado por los Estados Unidos, que destruyó las instalaciones del gobernador Vernet en Puerto Soledad mediante la corbeta de guerra Lexington, el 3 de enero de 1833 arribó la fragata de guerra británica HMS Clio, al mando del capitán John James Onslow, quien comunicó al jefe argentino que venía a reafirmar la soberanía británica y retomar posesión de las islas en nombre del rey británico Guillermo IV. Ante este panorama, el capitán de la goleta Sarandí, José María Pinedo, no se consideró en condiciones de resistir y optó por embarcar a sus hombres y retornar al continente. Al día siguiente desembarcaron las fuerzas británicas, izaron su pabellón y arriaron el que había dejado Pinedo, tomando posesión de las Malvinas e ignorando que las islas habían pertenecido al Reino de España con anterioridad.

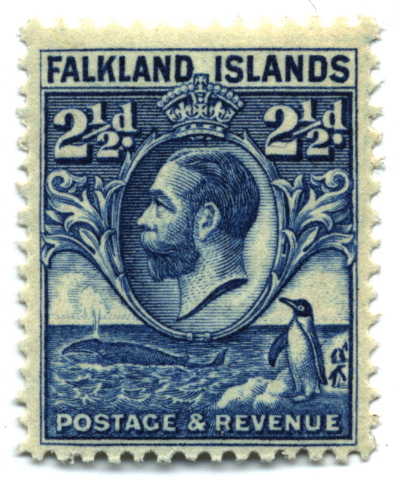
Sello de las Islas Malvinas de 1929.

Desde 1843, el gobierno británico puso bajo administración del gobierno de las Malvinas las llamadas Dependencias de las Islas Malvinas. Desde ese año las dependencias solo correspondían a las islas Georgias del Sur, pero fueron ampliadas en 1908 para abarcar a las Sandwich del Sur, las Orcadas del Sur, las Shetland del Sur y la Tierra de Graham.
La Marina Real británica construyó una base naval en Puerto Stanley y las islas se convirtieron en un punto estratégico para la navegación por el cabo de Hornos. Durante la Primera Guerra Mundial, las islas fueron escenario de la una importante batalla naval, con una victoria británica sobre la flota imperial alemana. Durante la Segunda Guerra Mundial, la ciudad sirvió como una estación para los buques que participaron en la batalla del Río de la Plata.
Al crearse el Territorio Antártico Británico en 1962, las Dependencias de las Islas Malvinas quedaron reducidas a las Georgias del Sur y Sandwich del Sur, hasta que en 1985 se agruparon en el Territorio británico de ultramar de las islas Georgias y Sandwich del Sur, cuyo gobierno está basado en Puerto Argentino/Stanley, en donde el gobernador colonial británico de esas islas es, a la vez, comisionado de las Georgias del Sur y Sandwich del Sur, representando al rey británica.

### Guerra de las Malvinas

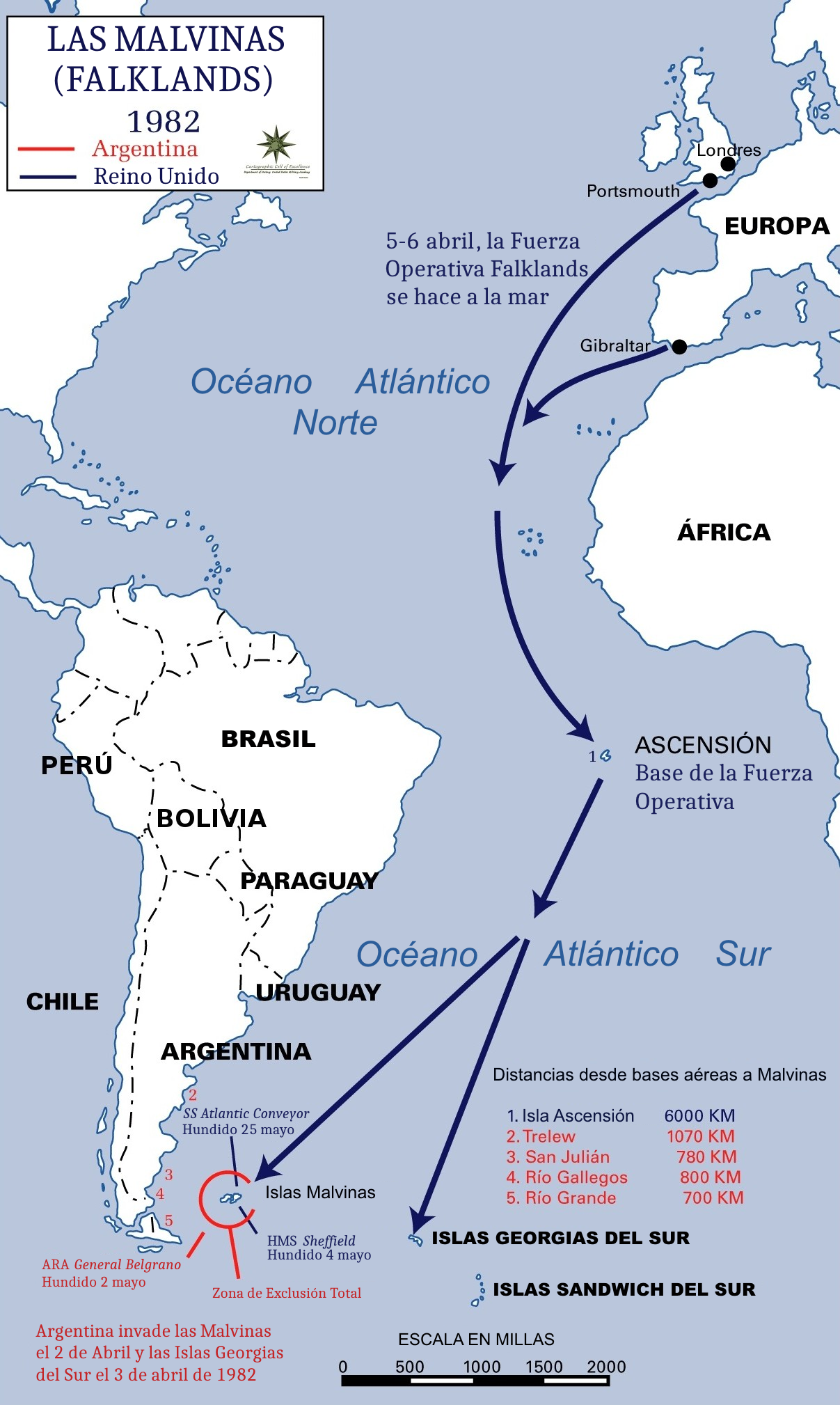
Movimientos de las flotas contendientes durante la guerra de las Malvinas.

El 2 de abril de 1982 Fuerzas Armadas argentinas reocuparon las Malvinas. El gobierno británico respondió con el envío de una fuerza naval que desembarcó 6 semanas más tarde y, después de duros combates, forzaron la rendición argentina el 14 de junio de 1982, restableciendo la administración británica sobre las Malvinas.
La causa de esta guerra fue el intento por parte de la Argentina de forzar, mediante una acción militar, la búsqueda de solución negociada, favorable a sus intereses, en el diferendo sobre la soberanía de estos archipiélagos australes, los cuales son considerados por el Comité de Descolonización de la ONU como territorios en litigio entre la Argentina y el Reino Unido. El saldo final de la guerra en vidas humanas fue de 649 militares argentinos, 255 británicos y 3 civiles isleños.
Luego de la guerra, los isleños dejaron de ser ciudadanos británicos de segunda clase, sus condiciones de vida mejoraron, gracias a las inversiones que hizo el Reino Unido y la liberalización de las medidas económicas, fundamentalmente en el sector pesquero. En 1985, fue promulgada una nueva Constitución, que dio mayor nivel de autonomía a los isleños.
Tras el fin de las hostilidades, el gobierno británico prohibió el ingreso de cualquier civil con pasaporte argentino a las Malvinas, pero actualmente los argentinos pueden viajar con pasaporte de turistas.

### Disputa sobre la soberanía de las islas Malvinas

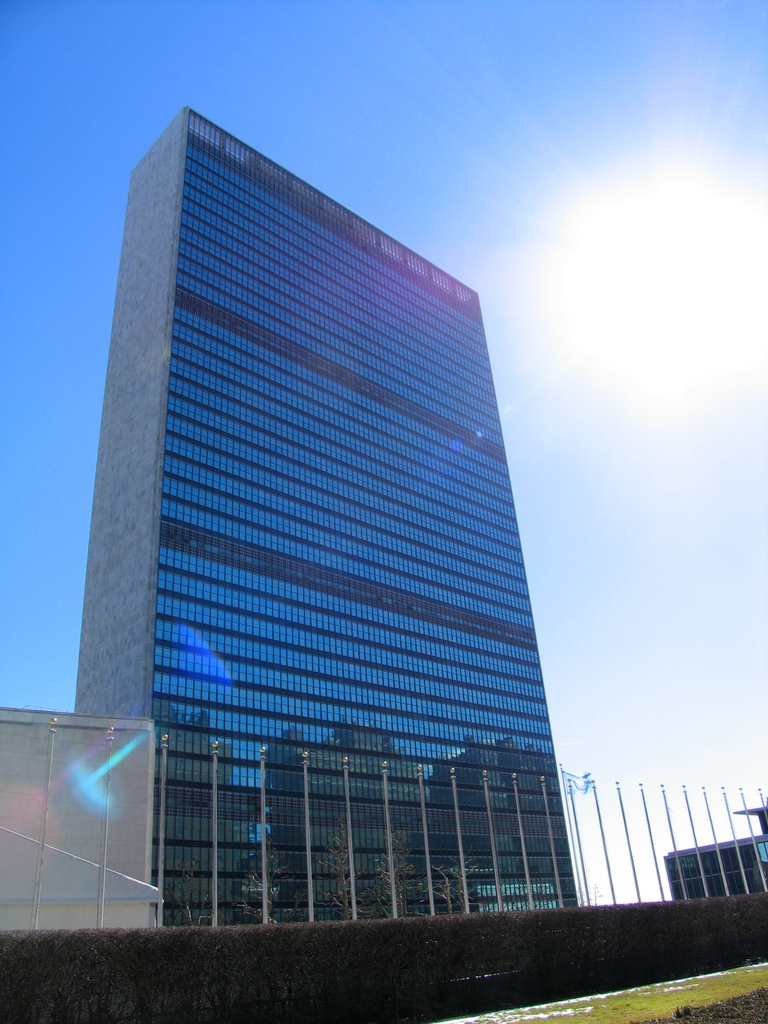
Sede de las Naciones Unidas en Nueva York

A criterio de las Naciones Unidas se trata de un territorio en litigio que incluye en la lista de territorios no autónomos bajo supervisión del Comité de Descolonización.
La República Argentina no reconoce la soberanía británica sobre las Malvinas, a las que considera una «parte integral e indivisible de su territorio que se halla ocupada ilegalmente por una potencia invasora». En tal sentido, las reclama como parte de la Provincia de Tierra del Fuego, Antártida e Islas del Atlántico Sur, en donde son agrupadas junto con las islas Georgias del Sur, Sandwich del Sur y Orcadas del Sur, en el Departamento Islas del Atlántico Sur. La disputa de soberanía comprende también los espacios marítimos adyacentes a las islas, que Argentina considera parte del mar Argentino, denominación que el Reino Unido rechaza. Desde la reforma de 1994, la Constitución Nacional Argentina ratifica en la primera de sus «Disposiciones Transitorias» el reclamo de la soberanía y la recuperación de las Malvinas como un «objetivo permanente e irrenunciable del Pueblo Argentino».
El Reino Unido ha manifestado que en cualquier negociación que se lleve adelante por la soberanía de las Malvinas deben incluirse los deseos de los isleños, a quienes les reconoce el derecho a la autodeterminación. No obstante, la Argentina rechaza esta determinación y utiliza como argumento las resoluciones de las Naciones Unidas relativas a la descolonización. Por ello, no reconoce a los isleños como un pueblo colonizado, sino como un pueblo trasplantado artificialmente a las islas por los colonizadores británicos y, en tal sentido, ofrece tener en cuenta los «intereses» de los isleños pero no sus «deseos».
En el Tratado de Lisboa, firmado el 13 de diciembre de 2007 por los países de la Unión Europea, se listó en un anexo a las islas Malvinas, Georgias del Sur y Sandwich del Sur —y al Territorio Británico en la Antártida— como pertenecientes un territorio de ultramar del Reino Unido y un territorio asociado de la Unión Europea. La Argentina hizo presentaciones de rechazo ante los países de la Unión Europea, por su pretensión de incluir a partes de lo que considera su territorio nacional.
El 12 de junio de 2012, el gobierno de las Islas Malvinas anunció que iba a celebrar un referéndum sobre el estatuto político de las islas en marzo de 2013. El resultado fue Sí a la soberanía británica con el 98.8 % de los votos válidos.
Recientemente, el gobierno de la República Argentina ha manifestado su preocupación por la militarización de las Islas Malvinas, así como recientemente, las compañías petrolíferas inglesas Falkland Oil and Gas, Premier Oil y Rockhopper Exploration confirmaron el descubrimiento de petróleo en Malvinas y el pronto uso de este para consumo del Reino Unido. Argentina presentó una denuncia penal contra las empresas.

## Gobierno y política
El poder ejecutivo del territorio británico de ultramar de la Islas Malvinas reside en Carlos III del Reino Unido, que delega su poder en el gobernador Alison Blake. El territorio tiene además un Jefe de Gobierno, una Asamblea Legislativa, una Corte Suprema de Justicia y una Corte de Magistrados. 

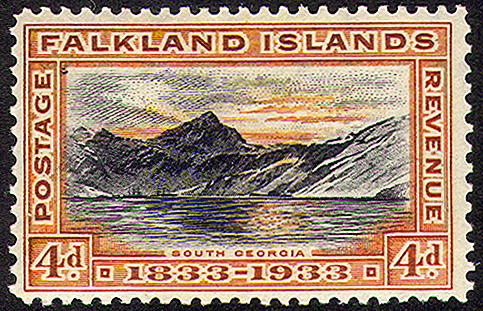
Sello de las Islas Malvinas con la imagen de la isla Georgia del Sur.

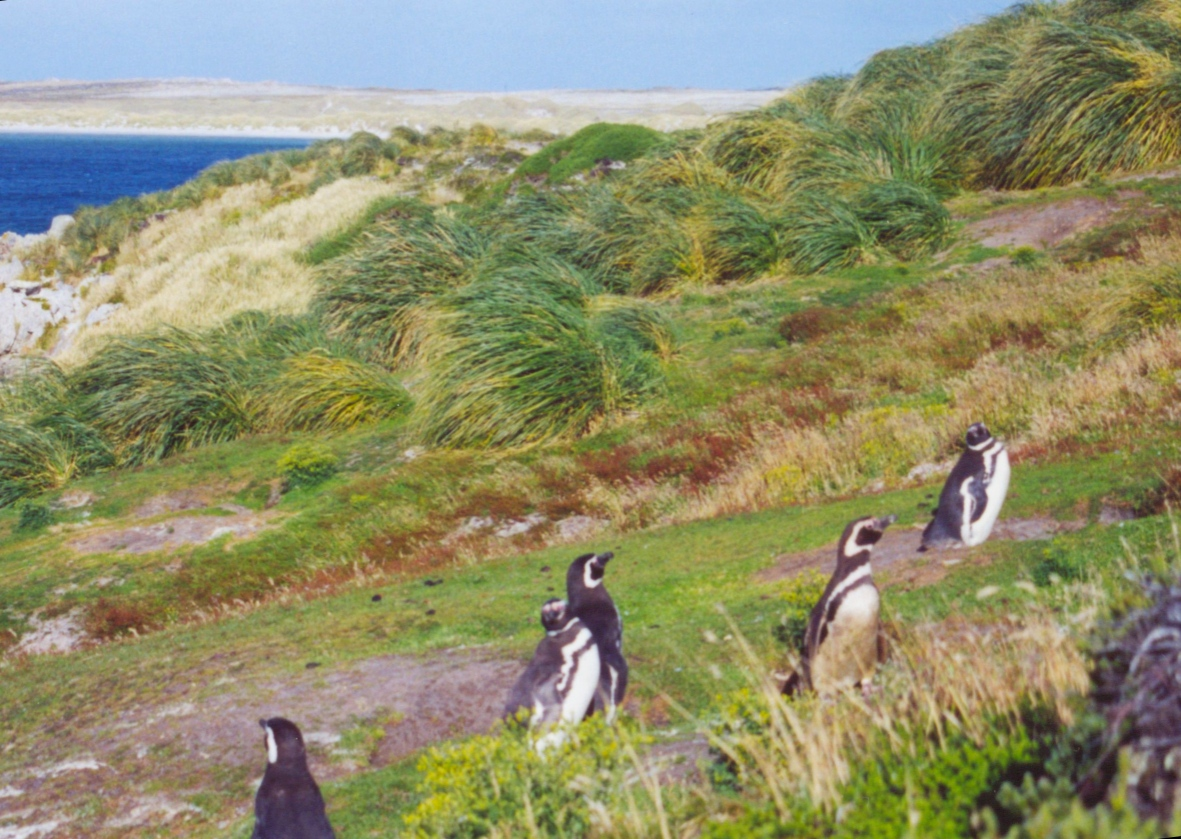
Gypsy Cove.

### Gobierno

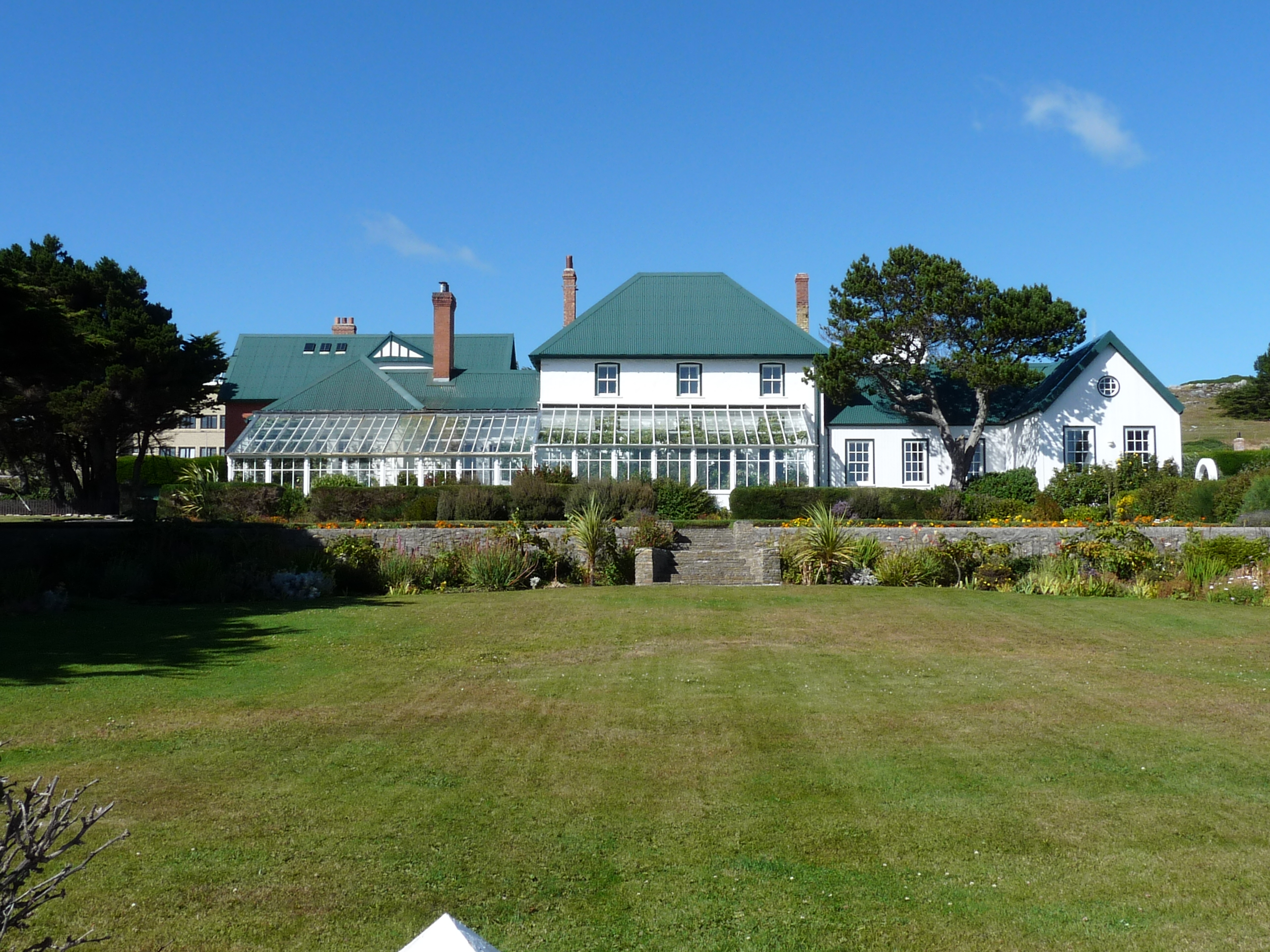
Sede de gobierno en Islas Malvinas.

El Poder Ejecutivo del territorio británico de ultramar reside en la Corona británica, que localmente es representada por un gobernador, que actúa «en nombre de Su Majestad y en representación de Su Majestad», como jefe del Estado de facto en la ausencia de la monarca británica. El gobernador es designado por el rey con el asesoramiento del Secretario de Estado de Asuntos Exteriores y de la Mancomunidad de Naciones del Reino Unido.
El Gobernador ejerce la autoridad ejecutiva en las Islas, pero solo puede actuar en la instrucción del Consejo Ejecutivo (o el Secretario de Estado británico en algunos casos excepcionales).

### Consejo Ejecutivo
Cada año, la Asamblea Legislativa elige a tres de sus miembros para el Consejo Ejecutivo. El Consejo también cuenta con dos miembros ex officio (el jefe del Ejecutivo y el director de Finanzas). Tanto el comandante en jefe de las Fuerzas Británicas en las Islas Malvinas como el fiscal general pueden asistir a las reuniones y comentar sobre cualquier tema, pero no se les permite votar. Las reuniones se celebran una vez al mes, aunque pueden ocurrir en cualquier momento.
El Jefe del Ejecutivo será elegido por el Consejo Ejecutivo y actúa como jefe de la Administración Pública de las Islas Malvinas.

### Asamblea Legislativa
El poder legislativo consiste en la Asamblea Legislativa unicameral. Las elecciones generales deben tener lugar al menos una vez cada cuatro años, en las que los isleños elegirán a ocho miembros de la Asamblea Legislativa (cinco de Stanley y tres del Camp). La Asamblea Legislativa es elegida por sufragio universal, para los que tengan 18 años de edad o más en la fecha de la elección, sean ciudadanos británicos, irlandeses o de la Mancomunidad y han sido residentes en las islas durante siete años. También hay dos miembros ex officio de la Asamblea (el Jefe del Ejecutivo y el director de Finanzas). El Gobernador puede anular una ley hecha por la Asamblea, pero solo con la autorización del Secretario de Estado británico de Asuntos Exteriores.
Hasta 2009, cuando la nueva Constitución entró en vigor y se ha creado la Asamblea Legislativa, el legislador de las islas fue el Consejo Legislativo, que había existido desde el siglo XIX.

## Presencia militar

Bandera usada por las fuerzas militares británicas en las Malvinas.

La defensa de las islas es responsabilidad de las Fuerzas Armadas británicas. Sus efectivos y armamento están afectados al territorio de la siguiente forma:
Marina Real Británica
- HMS Forth, Patrullero[19]

Ejército Británico
- Entre 1000 y 2000 soldados de 3 armas distintas

Real Fuerza Aérea (RAF) - (ubicada en la Base Aérea de Mount Pleasant)
- 4 Aviones Eurofighter Typhoon[20]
- 1 Avión Airbus A400M ‘Atlas’[21]
- 1 Avión Tanque Airbus A330-200 MRTT ‘Voyager’[22]
- Regimiento de la RAF equipados con Rapier de protección Antiaérea

Existe también una compañía de infantería ligera integrada por voluntarios de las islas, la Fuerza de Defensa de las Islas Malvinas (Falkland Islands Defence Force), financiada por el gobierno isleño.
En los primeros meses del año 2012, Argentina denunció públicamente y ante la Organización de las Naciones Unidas al Reino Unido por una progresiva militarización del Atlántico Sur. En este sentido, la presidenta Cristina Fernández de Kirchner acusó al gobierno británico de poner en riesgo la seguridad global y le pidió al primer ministro conservador David Cameron que le diera «una oportunidad a la paz», desmilitarizando la zona.
Fernández de Kirchner instruyó al canciller Héctor Timerman para que formulara un reclamo ante el Consejo de Seguridad y la Asamblea de las Naciones Unidas no solo por la creciente militarización del Atlántico Sur, sino también lo que calificaba de un anacronismo: restan apenas dieciséis casos de colonialismo en todo el mundo y diez de esos casos son responsabilidad del Reino Unido.
Para Juan Recce, director del Centro Argentino de Estudios Internacionales, «Malvinas y la Antártida son, para el Reino Unido, parte de un único sistema estratégico de poder, cuyos márgenes se amplían con sus territorios de ultramar ubicados en el centro del Atlántico Sur. Las islas de Ascensión, Tristán de Acuña, Georgias del Sur y Sandwich del Sur le confieren el control logístico del camino de occidente a la Antártida. Hay una carrera por el patentamiento de la diversidad biológica para fines farmacéuticos, por el control de los recursos mineros sumergidos en la plataforma continental y de los recursos hidrocarburíferos de los subsuelos» y que por estas razones el Reino Unido estaría militarizando progresivamente la zona de Malvinas y alrededores.
Algunos meses más tarde, el gobierno argentino reiteró sus denuncias, ratificando la poca disposición del gobierno británico por desmilitarizar el archipiélago.

## Economía

### Turismo

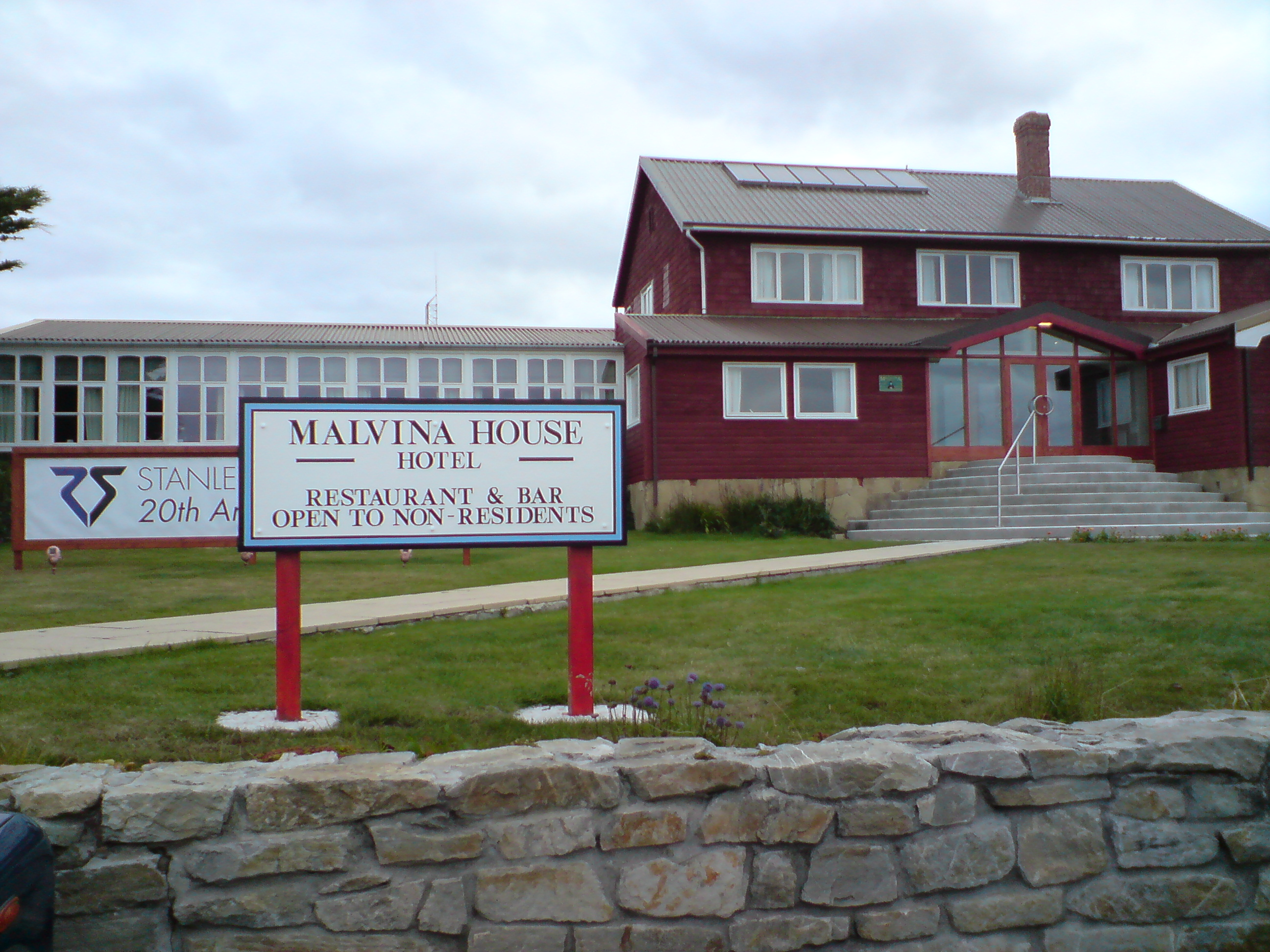
Foto del Hotel Malvina House.

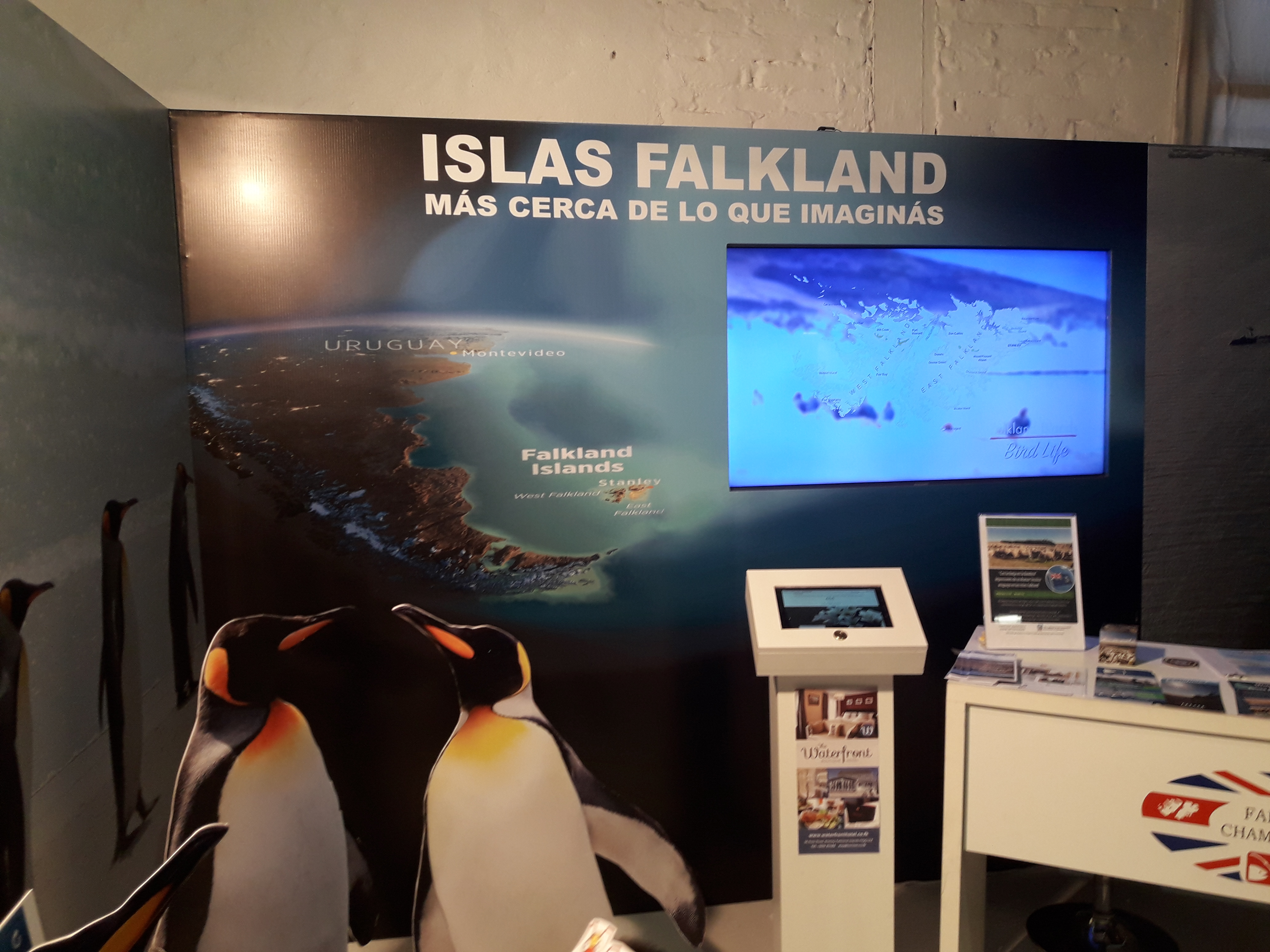
Stand turístico de la isla, en una exposición en Uruguay, en 2018.

La temporada alta de turismo es durante los meses de octubre y hasta principios de abril, los turistas arriban por vía marítima, ya sea en cruceros turísticos o embarcaciones a vela.También se realizan excursiones a las bahías cercanas y el Cabo San Felipe, donde se avistan pingüinos.
Para las excursiones terrestres se ofrecen servicios de mini-colectivos o vehículos de todo terreno en las agencias de viajes locales. También se pueden contratar avionetas y embarcaciones menores a vela para trasladarse a las diferentes islas que se encuentran cerca. Ocasionalmente, llegan cruceros a la ciudad capital también. Actualmente, las Islas Malvinas cuenta con varios hoteles como el Malvina House Hotel, numerosos bares, pubs, tal como el "The Narrows Bar" en Stanley, cafés y restaurantes.

## Demografía

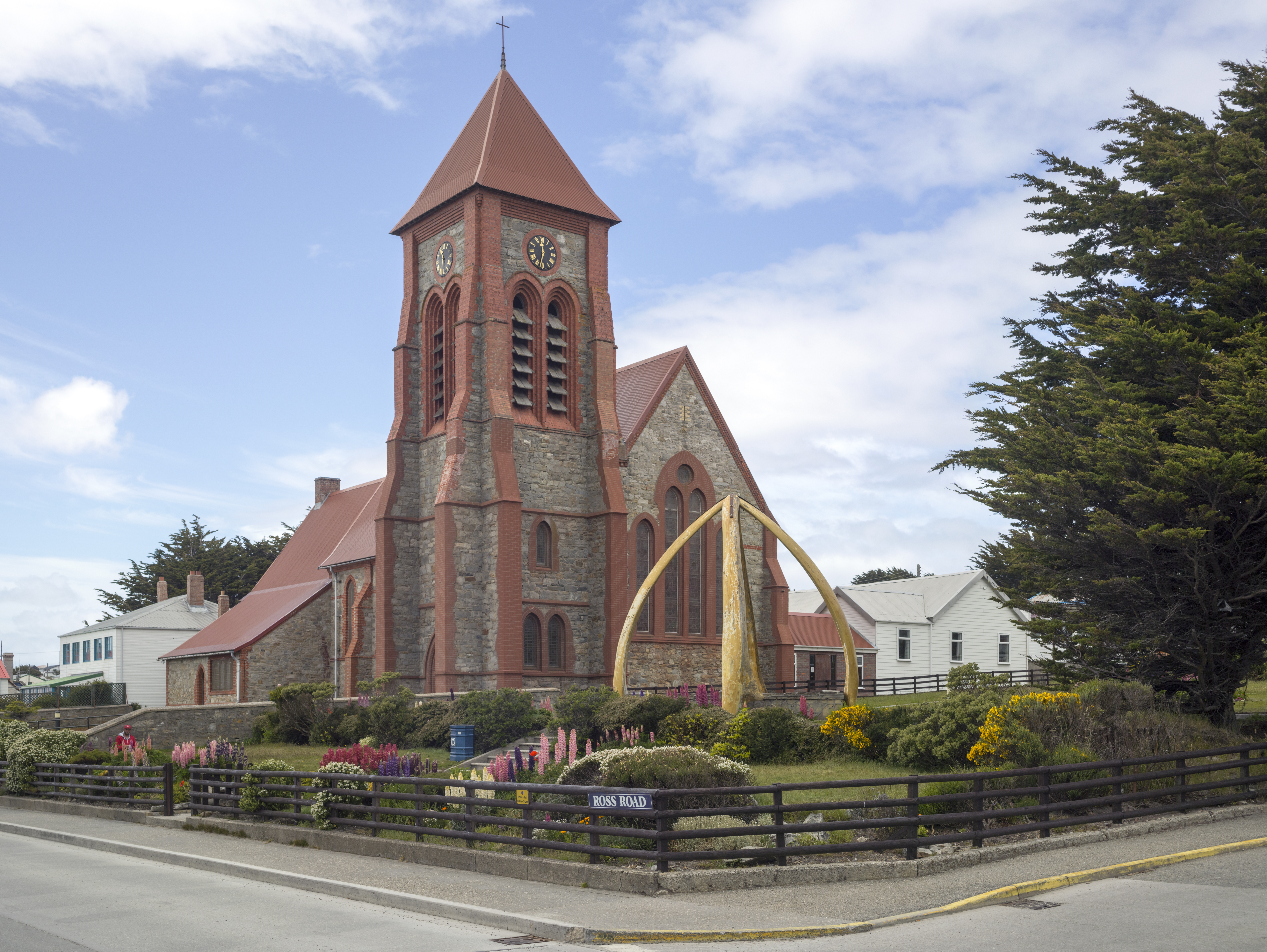
Catedral anglicana de Christ Church

La población de las Islas Malvinas es mayoritariamente homogénea y desciende principalmente de inmigrantes escoceses y galeses que se asentaron en el territorio después de 1833. La población nacida en las Islas Malvinas también desciende de ingleses y franceses, gibraltareños, escandinavos y sudamericanos. El censo de 2016 indicó que el 43% de los residentes nacieron en el archipiélago, y los residentes nacidos en el extranjero se asimilaron en su mayoría a la cultura local. El término legal para el derecho de residencia es "pertenencia a las islas". En 1983 se otorgó la ciudadanía británica plena a los isleños de las Islas Malvinas en virtud de la Ley de nacionalidad británica (Islas Malvinas).
Una importante disminución de la población afectó al archipiélago en el siglo XX, ya que muchos jóvenes isleños se trasladaron al extranjero en busca de educación, un estilo de vida moderno y mejores oportunidades de empleo,[135] en particular a la ciudad británica de Southampton, que llegó a conocerse en las islas como "Stanley norte". En los últimos años, la disminución de la población de las islas se ha reducido, gracias a los inmigrantes del Reino Unido, Santa Elena y Chile. En el censo de 2012, la mayoría de los residentes indicaron su nacionalidad como "Falkland Islander" (59 por ciento), seguido por los británicos (29 por ciento), de Santa Elena (9,8 por ciento) y chilenos (5,4 por ciento). Un pequeño número de argentinos también viven en las islas.

### Religión

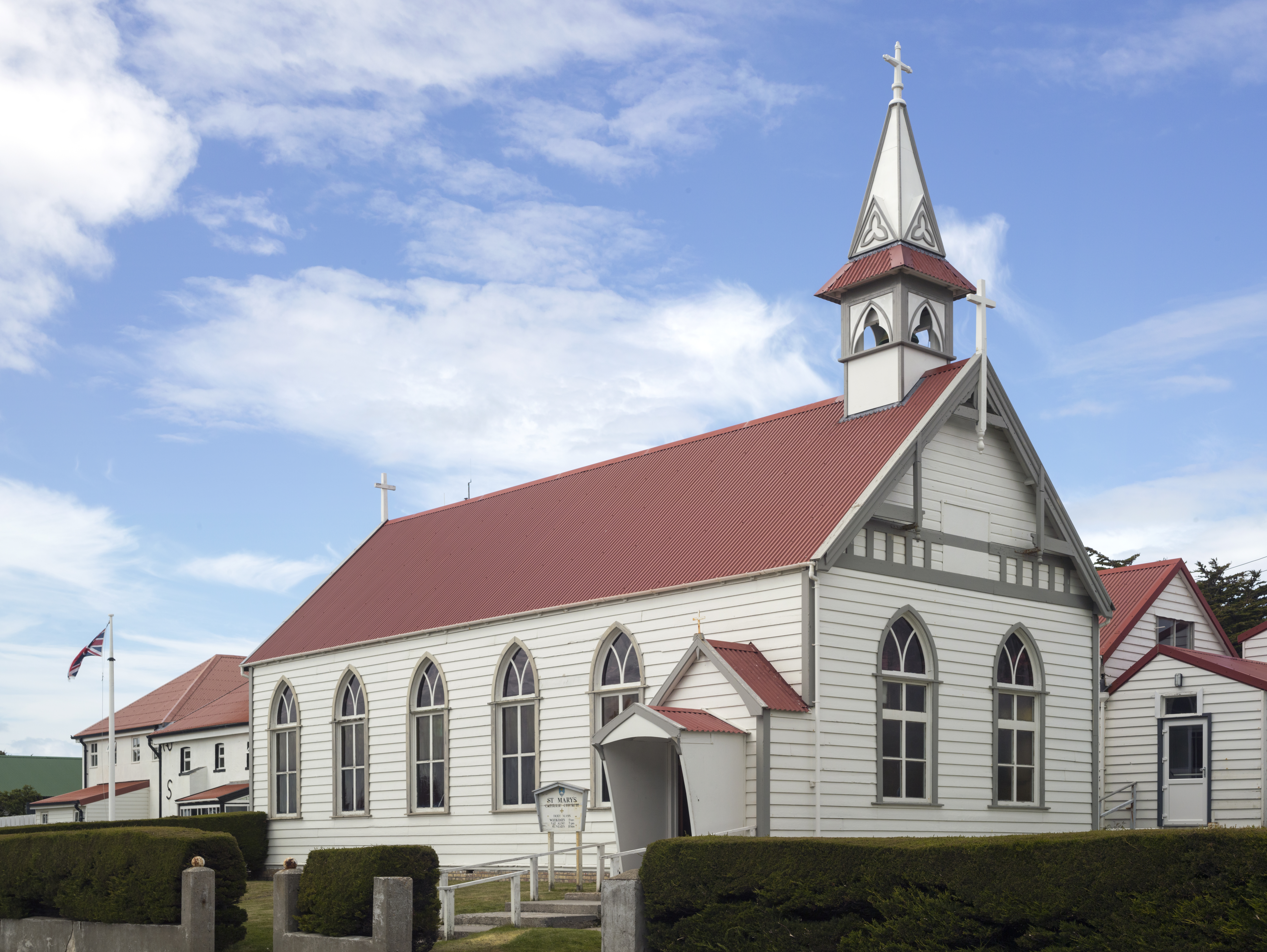
Iglesia católica de Santa María

La población de las islas es predominantemente cristiana, de la cual las denominaciones principales son la Iglesia de Inglaterra, la Iglesia católica, Iglesia Libre Unida y los Luteranos. En el censo de 2006 la mayoría de los isleños se identificaron como cristianos (67,2%), seguidos de los que se negaron a responder o no tenían ninguna afiliación religiosa (31,5%). El 1,3 por ciento restante (39 personas) eran adherentes de otros credos.
La Parroquia Anglicana de las Islas Malvinas es una iglesia extraprovincial de la Comunión Anglicana. El principal lugar de culto anglicano en las Islas Malvinas es la Catedral de la Iglesia de Cristo en Stanley. La principal denominación no protestante son los católicos que en las Islas Malvinas suponen el 10% de la población total. No hay diócesis en las islas, sino que forman una prefectura apostólica que fue erigida en enero de 1952. La iglesia católica de Santa María en Ross Road en Stanley es la única iglesia católica en las Islas Malvinas. Fuera de Stanley, la Eucaristía se celebra en la base RAF Mount Pleasant.

## Deporte
La escasa cantidad de equipos participantes en las islas, generan que la liga de fútbol de las Islas Malvinas se integre por una única divisional, sin ascensos ni descensos. Los encuentros suelen disputarse en el Estadio Stanley, principal recinto de las islas. A su vez, el equipo ganador no obtiene clasificación alguna a ningún torneo internacional de clubes, al no estar afiliado a ninguna confederación asociada a la FIFA.
Su gran lejanía con Europa le impide logísticamente disputar cualquier tipo de competición dentro de la UEFA, a pesar de ser un territorio británico de ultramar. La situación del archipiélago es examinada anualmente por el Comité de Descolonización desde 1965, y tiene jurídicamente enfrentados al Reino Unido (quien las administra) y Argentina (quien reclama su devolución), por lo que a raíz de los movimientos políticos de este último, las islas tienen vedada su participación con cualquier país de la Conmebol. Los enfrentamientos entre las islas y los países sudamericanos son escasos, el único enfrentamiento entre las Islas Malvinas y Argentina fue por fuera del fútbol, en la Copa Latinoamericana de hockey sobre hielo de 2019, certamen que Argentina amenazó con boicotear y, tras numerosos reclamos, el representativo del archipiélago debió competir sin denominarse como Islas Malvinas o Islas Falkland (participando como "Stanley"), sin tocar el himno británico o llevar algún símbolo británico en sus uniformes. Si pudo inscribirse el "Falkland Islands Bádminton team" con su nombre y bandera para la edición 2020 del Bádminton PanAm, Campeonato Panamericano en Salvador (Brasil) en el que participará con el apoyo de la Federación Mundial de Bádminton (BWF), aunque no estuvo exento de reclamos.
El representativo de la isla es la Selección de fútbol de Islas Malvinas, también conocida como la selección de fútbol de las Islas Falkland, La organización está a cargo de la Falkland Islands Football League (FIFL).
Ha jugado en los Juegos de las Islas en 2001, 2005, 2009, 2011, 2013 y 2015. A pesar de ubicarse en América del Sur, no es miembro de la Conmebol, y más allá de ser un territorio británico de ultramar, tampoco se anexó a la UEFA. Hasta el momento, nunca existió algún pedido formal desde las islas para presentarse como miembro activo de alguna entidad continental o de la FIFA. Los Juegos de las Islas ofrecen la única salida competitiva para los jugadores de las islas.
En los Juegos de las Islas de 2013, celebrados en las islas Bermudas, logró un histórico tercer puesto tras ganarle 6 a 0 al equipo de Frøya (localidad de Noruega), obteniendo una medalla de bronce. La selección de las islas también ha sido ganadora del Small Islands Cup («Copa de las Islas Pequeñas») en 2013, un evento realizado entre los territorios participantes de los Juegos de las Islas, cuya población no supera los 10 000 habitantes.